# 나카자토촌 (나가사키현)
나카자토촌(中里村)은 나가사키현 기타마쓰우라군에 있던 촌이다. 현재의 사세보시 서부에 해당한다.

## 역사
- 1889년 4월 1일 - 정촌제 시행에 의해 기타마쓰우라군 오노촌이 성립하였다.
- 1942년 5월 27일 - 히가시소노기군 하이키정, 기타마쓰우라군 가이제촌, 오노정과 함께 사세보시에 편입해 나카자토촌은 소멸하였다.

## 교통

### 철도
- 일본국유철도
  - 마쓰우라선

## 참고문헌
- 角川日本地名大辞典 42 長崎県
- 市町村併合ニ関スル件 昭和17年5月19日長崎県告示第393号・394号（佐世保市例規集）
- 市内土地字名改称ノ件 昭和17年5月26日長崎県告示第68号（佐世保市例規集）